# Andrea del Verrocchio

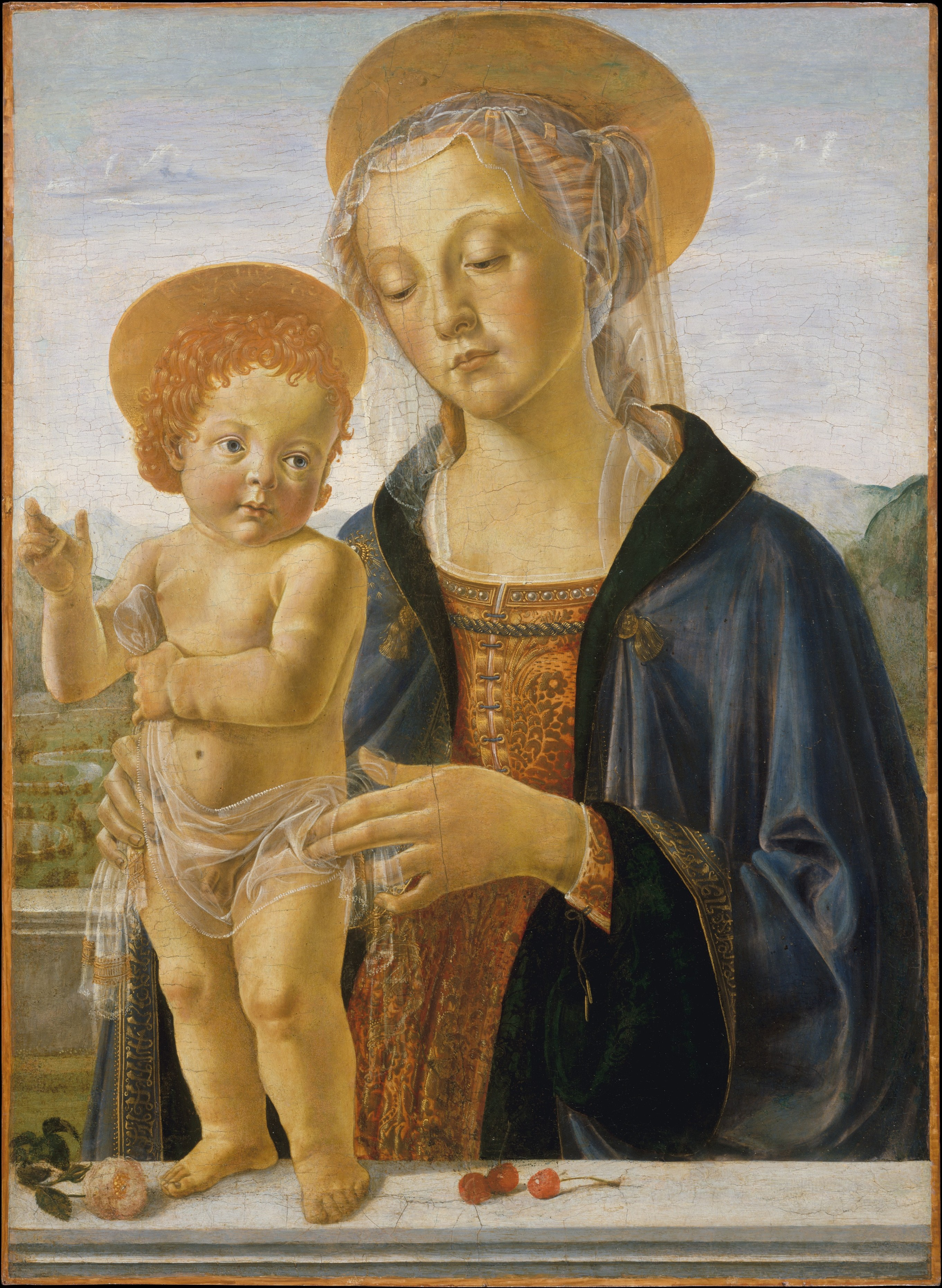
Madonna (1470-1475), Metropolitan Museum of Art, New York

Andrea del Verrocchio (Florence, 1435 - Venetië, 1488) was een Italiaans kunstenaar, geboren onder de naam Andrea di Michele de' Cioni als zoon van een tegelbakker. De financiën regelen was niet het sterkste punt van de familie, hierdoor was Verrocchio veroordeeld tot de zorg voor zijn broers en zussen en later de dochters van zijn jongere broer Tomasso.
Verrocchio was onder andere beeldhouwer, goudsmid en kunstschilder. Hij begon als goudsmid onder leiding van Giuliano Verrocchi, aan wie hij zijn naam heeft ontleend. Voor zijn opleiding als beeldhouwer wordt veelal Donatello aangewezen als zijn meester, dit wordt echter in twijfel getrokken omdat zijn stijl meer weg heeft van Antonio Rossellino. Voor de opleiding als kunstschilder was hij vermoedelijk leerling van Baldovinetti, maar er wordt ook wel beweerd dat hij samen met Sandro Botticelli onder Fra Filippo Lippi heeft gewerkt in Prato, waar een frescocyclus werd geschilderd.
Zijn doorbraak kwam na de dood van Donatello, in 1466, toen hij de favoriet werd van de Medici-familie. In deze periode maakte hij naast schilderingen en beeldhouwwerken ook kostuums en decoratieve wapens voor feesten van de Medici. Tevens was hij de curator van hun kunstcollectie .
Het is waarschijnlijk dat Verrocchio de stad Florence tot 1480 niet verlaten heeft, ook al wordt er gezegd dat hij in Rome onder paus Sixtus IV heeft gewerkt. Begin jaren 80 van de 15e eeuw vertrok hij naar Venetië waar hij snel zou sterven. Hij liet zijn favoriete leerling, Lorenzo di Credi, de werkplaats in Florence leiden en zou deze later overnemen.
De reputatie van Verrocchio was groot in de tweede helft van de 15e eeuw. Veel beroemde kunstenaars waren leerling in zijn Florentijnse werkplaats. De belangrijkste van deze leerlingen waren Leonardo da Vinci en Pietro Perugino, Rafaëls toekomstige leraar. De frescoschilder Domenico Ghirlandaio, de leraar van Michelangelo, was kort in contact met Verrocchio. Sandro Botticelli en Francesco di Giorgio hebben duidelijk naar het werk van Verrocchio gekeken in bepaalde fasen van hun ontwikkeling als kunstenaar, net als de Florentijnse beeldhouwers Benedetto da Maiano en Andrea Sansovino.
Het enige overgebleven schilderij dat door middel van bewijs uit documenten als van de hand van Verrocchio kan worden aangewezen is de Madonna met Johannes de Doper en Donatus uit de periode tussen 1475 en 1483. Dit werk is niet afgemaakt door Verrocchio zelf, maar door zijn leerling Lorenzo di Credi. Een ander werk dat aan Verrocchio wordt toegeschreven is De doop van Christus uit 1474/5. Hoewel dit werk al door Vasari in zijn Levens als een werk van Verrocchio wordt benoemd, is ook dit werk grotendeels door zijn leerlingen vervaardigd. Zo wordt al jaren algemeen aanvaard dat een van de engelen en de achtergrond van het tafereel door zijn leerling Leonardo da Vinci zijn geschilderd. Volgens Vasari leidde het feit dat zijn leerling Leonardo hem in dit werk al overtrof ertoe dat Verrocchio hierna nooit meer wilde schilderen en zich alleen nog bezighield met beeldhouwen.
De grootste bekendheid kreeg Verrocchio echter niet door zijn schilderijen, maar door zijn beeldhouwwerken. In 1472 vervaardigde hij de tombe voor Piero en Giovanni de' Medici. Zijn eerste figuratieve beeldhouwwerk, de David, stamt uit 1476. Een tweede bronzen figuur, de Putto met Dolfijn, is belangrijk voor de ontwikkeling van de vrijstaande sculptuur in Florence. De gedraaide beweging in het lichaam van de putto en de dolfijn en het perfecte balanceren op een voet is een immense vooruitgang in vergelijking met voorgaande beelden.
Misschien wel het belangrijkste werk van Verrocchio is de bronzen groep van Christus en de ongelovige Thomas gemaakt tussen 1476 en 1483 en geplaatst in een niche van de Orsanmichele in Florence. De technische perfectie en de compositie in combinatie met een oog voor het emotionele karakter van de voorstelling geeft het een grote kracht. In 1483 kreeg hij in Venetië de opdracht om een ruiterstandbeeld van Bartolomeo Colleoni te ontwerpen. Toen hij stierf, was alleen de gietmal klaar; het gieten van het uiteindelijke beeld werd gedaan door de Venetiaanse kunstenaar Alessandro Leopardi; het beeld werd in 1496 geplaatst op de Piazza SS. Giovanni e Paolo in Venetië.
- Bibsys: 90087573
- Biblioteca Nacional de España: XX1406029
- Bibliothèque nationale de France: cb122401733 (data)
- Catàleg d'autoritats de noms i títols de Catalunya: 981058530429306706
- CiNii: DA06182192
- Gemeinsame Normdatei: 118768158
- International Standard Name Identifier: 0000 0001 2277 4371
- KulturNav: b42f1ca6-6310-4f26-a7dc-01fed93859ef
- Library of Congress Control Number: n79063980
- Nationale Bibliotheek van Letland: 000091884
- MusicBrainz: e0ef7926-563b-4706-ba2b-8c7000ac8919
- Nationale Bibliotheek van Tsjechië: jn20040226014
- Nationale bibliotheek van Australië: 35684427
- Nationale Bibliotheek van Israël: 987007604025705171
- Nationale Bibliotheek van Polen: a0000001051437
- Nationale en Universitaire bibliotheek Zagreb: 000391755
- Nederlandse Thesaurus van Auteursnamen: 074175637
- Réseau des bibliothèques de Suisse occidentale: 02-A000049217
- RKD-Nederlands Instituut voor Kunstgeschiedenis: 80608
- Istituto Centrale per il Catalogo Unico: RAVV025084
- SNAC: w6dj60c8
- Système universitaire de documentation: 031125476
- Trove: 1041469
- Union List of Artist Names: 500003951
- Virtual International Authority File: 22937274
- WorldCat: E39PBJx4r9K4DDBmTYrW9cQyVC